# Apache OpenOffice Math
Apache OpenOffice Math is een onderdeel van het Apache OpenOffice-kantoorsoftwarepakket voor het invoeren en wijziging van wiskundige formules en is derhalve vergelijkbaar met de Microsoft Equation Editor. Gemaakte formules kunnen in OpenOffice-documenten worden geplaatst en tevens grafisch opgeslagen worden in het pdf-formaat. Het pakket is in staat complexe formules te maken en ondersteunt verschillende lettertypen.

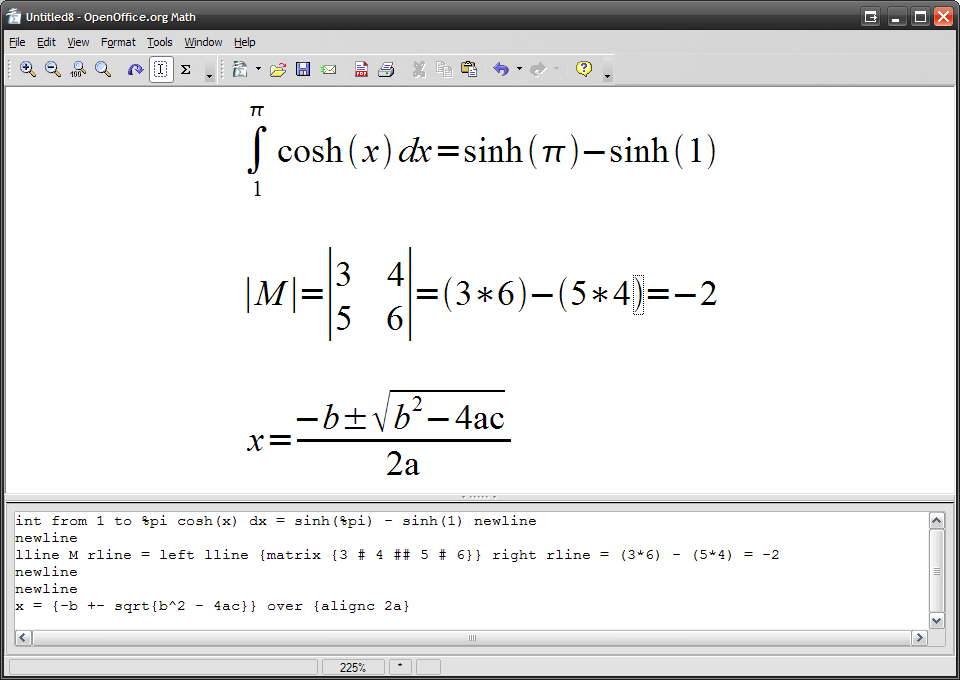
Screendump van OpenOffice.org Math